# Gouesnou
Gouesnou è un comune francese di 6 478 abitanti situato nel dipartimento del Finistère nella regione della Bretagna.

## Società

### Evoluzione demografica
Abitanti censiti

## Amministrazione

### Gemellaggi
- Brecon, Regno Unito
- Reichstett, Francia
- Bossofala, Mali